# Buketten
Buketten var ett svenskt detaljhandelsföretag som sålde färdiggjorda blomsterbuketter.
Företaget grundades 1960 av Bengt Nygren, när han öppnade en blomsterbutik i Kalmar. I slutet av 1960-talet lät Nygren uppföra ett stort lyxigt enplanshus, med både badmintonbana och swimmingpool, i Hyndevad, utanför Eskilstuna. Dels som ett huvudkontor åt Buketten och dels ett boende åt honom och hans familj. År 1970 hade företaget 55 butiker runt om i Sverige och omsatte 550 miljoner svenska kronor. Buketten förfogade då också över Europas största blomsterodling.
Senare på 1970-talet började bland annat diskussionen om löntagarfonder ta fart och Nygren ville expandera Buketten utanför Sveriges gränser. Det krävdes dock ett godkännande av Sveriges riksbank för att föra ut svensk valuta ut ur landet vid den tidpunkten. Riksbanken sa dock nej till Nygrens begäran, vilket ledde till att Nygren sålde sitt företagsimperium och lämnade Sverige.